# Schönholzerswilen
Schönholzerswilen is een gemeente en plaats in het Zwitserse kanton Thurgau, en maakt deel uit van het district Weinfelden.
Schönholzerswilen telt 744 inwoners.

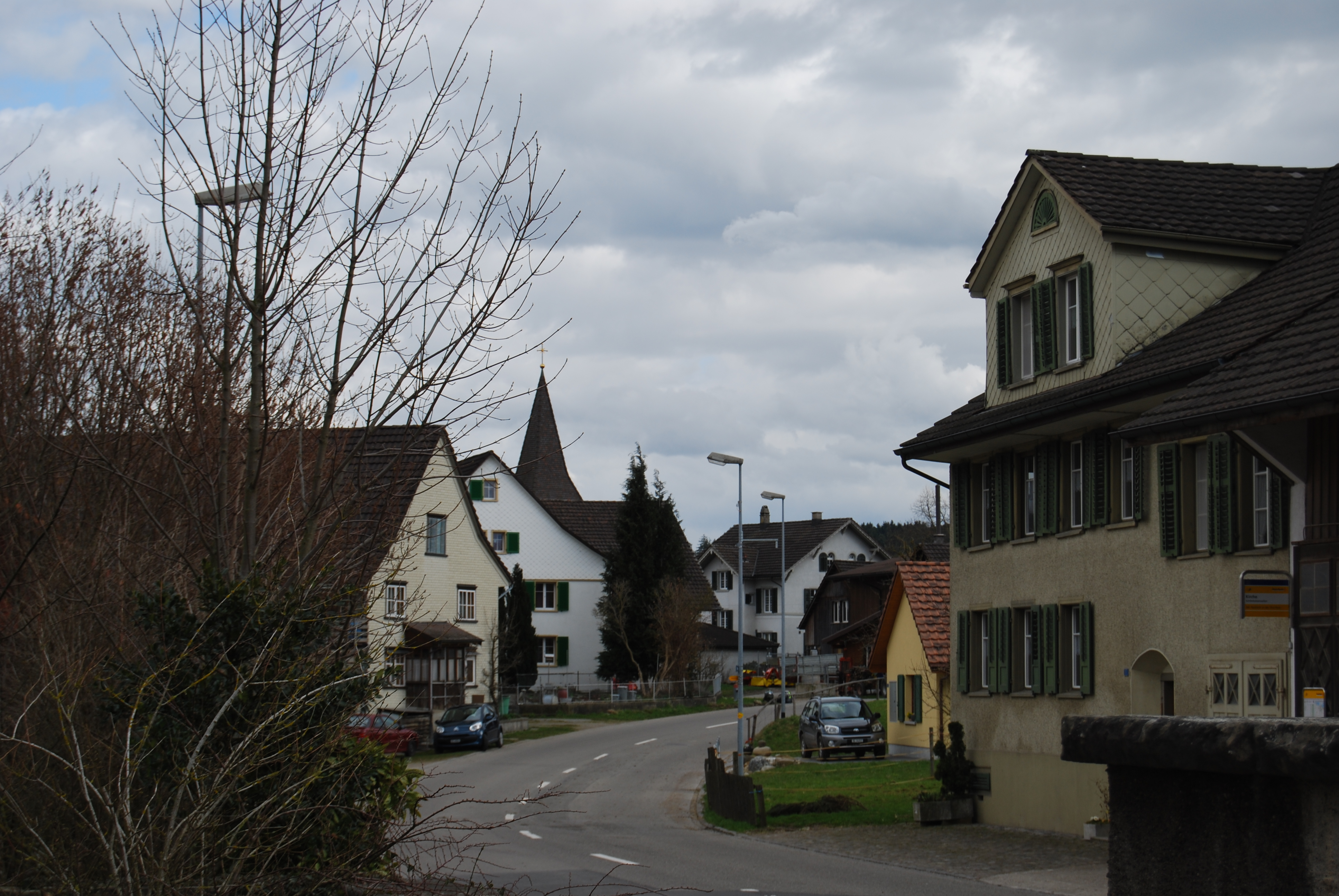
Schönholzerswilen